# 슬라이스 치즈
슬라이스 치즈(한국어식 영어: slice cheese; 영어: American cheese 아메리칸 치즈[*])는 얇게 썰어 낱개로 포장한 치즈이다. 1911년 스위스에서 처음 개발되었다.